# Tepelná elektrická pojistka

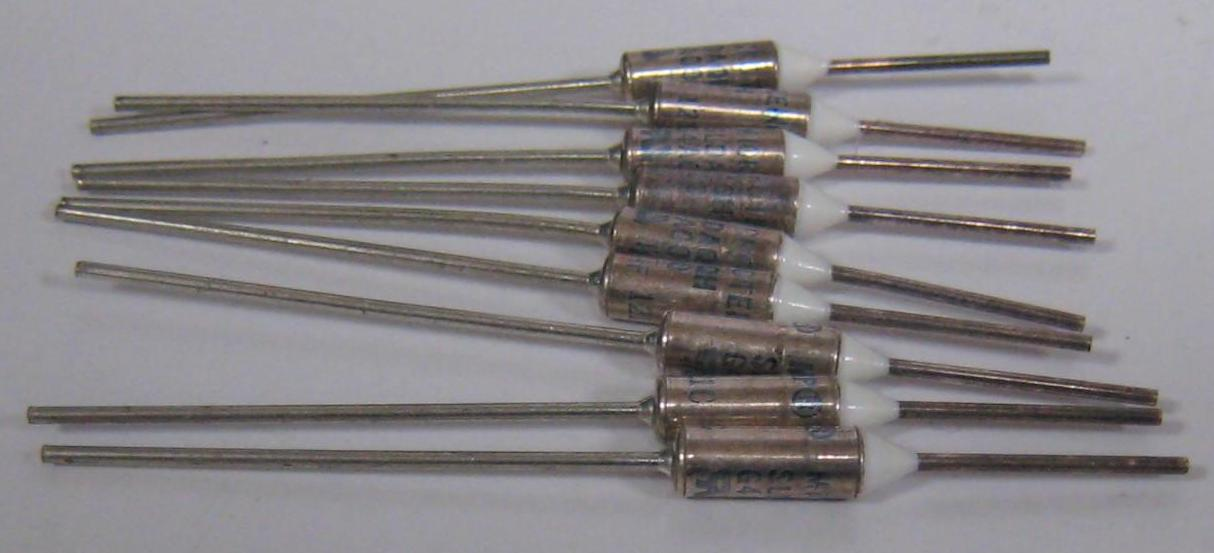
Tepelné pojistky

Tepelná elektrická pojistka je využívána ke snížení nebezpečí v elektrickém obvodu v případě přetížení. V případě, kdy by došlo k přetížení elektrické sítě, pojistka automaticky přeruší obvod. Tím se současně ochrání i spotřebič. Pro funkci tepelné pojistky se využívá rozdílné tepelné roztažnosti dvojice kovových pásků z různých kovů (bimetal). Při průchodu proudu bimetalovým páskem dochází k jeho ohřevu a pásek se zakřivuje na stranu kovu s nižší tepelnou roztažností. Vhodně umístěný kontakt pak po dosažení určité meze prohnutí přeruší obvod. Pojistky bývají nastaveny tak, že při určité teplotě (jež je tedy závislá na velikosti procházejícího proudu) dojde k ději, jenž přeruší elektrický obvod. Tento typ pojistky bývá vestavěn přímo v drobných elektrických spotřebičích s komutátorovým motorkem (mixéry, šlehače) a v elektrickém ručním nářadí. Na stejném principu s využitím bimetalu funguje tepelná nadproudová ochrana používaná u asynchronních motorů. Tam může mít formu samostatného přístroje (tzv. motorový jistič nebo motorový spouštěč) nebo přídavného zařízení montovaného na stykač, kterým se motor spíná. Po spuštění tepelné elektrické pojistky a tedy vypnutí spotřebiče je nutné pojistku ručně zapnout.
Tepelná elektrická pojistka chrání hlavně před účinky dlouhodobého přetěžování. Pro dokonalou ochranu a hlavně pro ochranu před zkratem slouží přístroje, které bývají spíše součástí elektroinstalace, většinou se nemontují přímo na zařízení:
- Tavná pojistka – obsahuje drátek, který se přepálí. Pojistku je nutné vyměnit.
- Jistič – samočinně přeruší elektrický obvod, lze ho znovu zapnout.

V regulační technice je stejný princip, jako má tepelná elektrická pojistka, využíván u jednoduchých bimetalových termostatů. Například v žehličce, u jednoduchých elektrických topidel.